# Wenzel Frind
Wenzel Frind, česky Václav Frind, někdy též Václav Antonín Frind (26. ledna 1843 Lipová – 2. srpna 1932 klášter Chotěšov), byl český římskokatolický kněz německé národnosti a pomocný biskup pražské arcidiecéze.

## Život
Kněžské svěcení přijal 29. června 1866, v roce 1873 získal doktorát teologie ve Vídni. Působil jako profesor teologie (od roku 1872 v Litoměřicích a od roku 1878 v Praze), v letech 1885–1886 zastával funkci rektora Německé univerzity v Praze. Od roku 1890 jako kanovník Metropolitní kapituly u sv. Víta v Praze (od roku 1906 její děkan, od roku 1907 probošt). Dne 15. června 1901 jej papež Lev XIII. jmenoval pomocným biskupem pražským a titulárním biskupem gadarským, konsekrován byl 17. května 1902. Na úřad pomocného biskupa rezignoval v roce 1917.
V roce 1929 onemocněl. Zbytek života prožil v chotěšovském klášteře sester Navštívení Panny Marie, kde 2. srpna 1932 zemřel. Podle přání byl pochován ve hřbitovní kapli ve své rodné obci. Biskupa Frinda připomíná keramický znak pražské arcidiecéze s iniciálami A. F., umístěný na pravé stěně kaple, a novodobá mramorová deska umístěná vpravo od vchodu. Dvojjazyčný německo-český nápis uvádí: „V této kapli odpočívá biskup Dr. Wenzel Anton Frind, světící biskup pražské arcidiecéze, * 26. 1. 1843 Hainspach/Lipová, † 2. 8. 1932 Chotieschau/Chotěšov.“

## Galerie

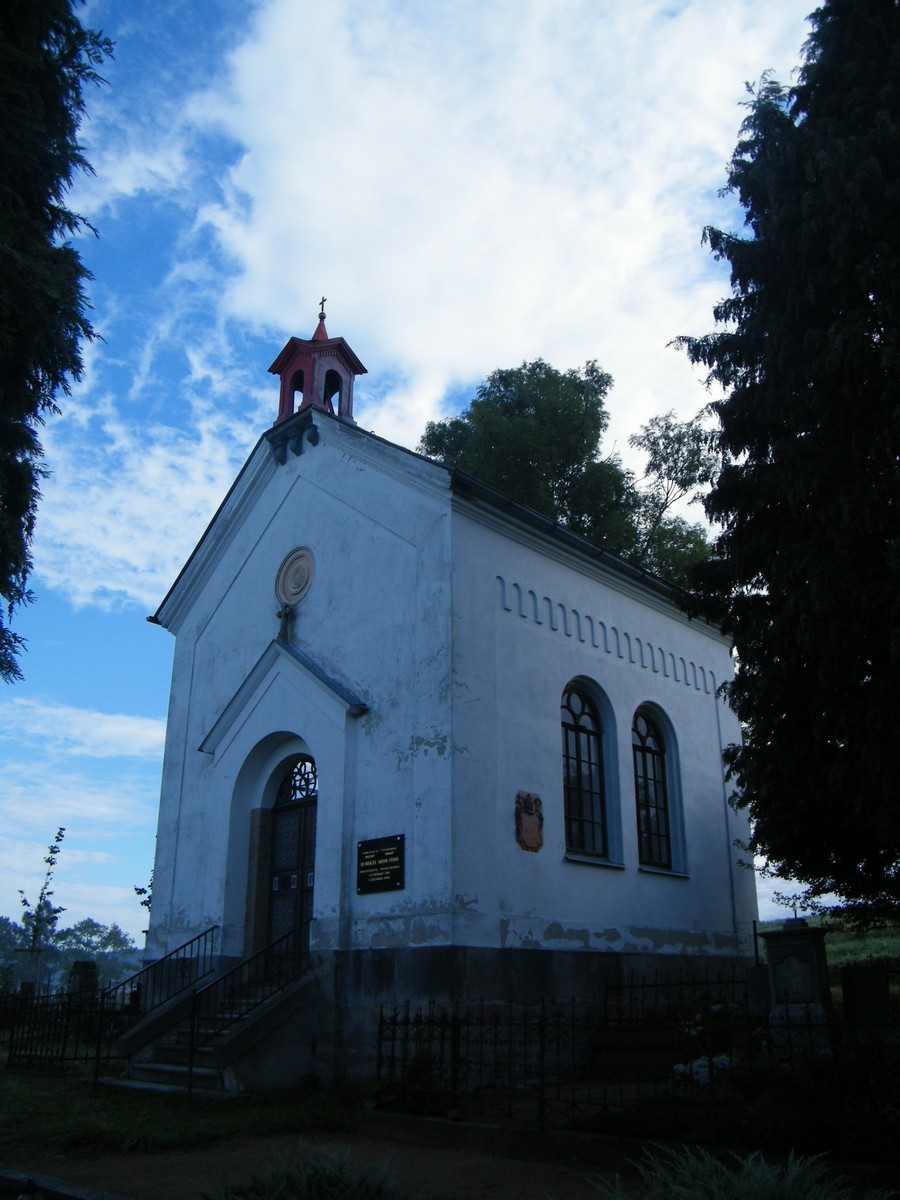
Hřbitovní kaple v Lipové, kde je Wenzel Frind pohřbený
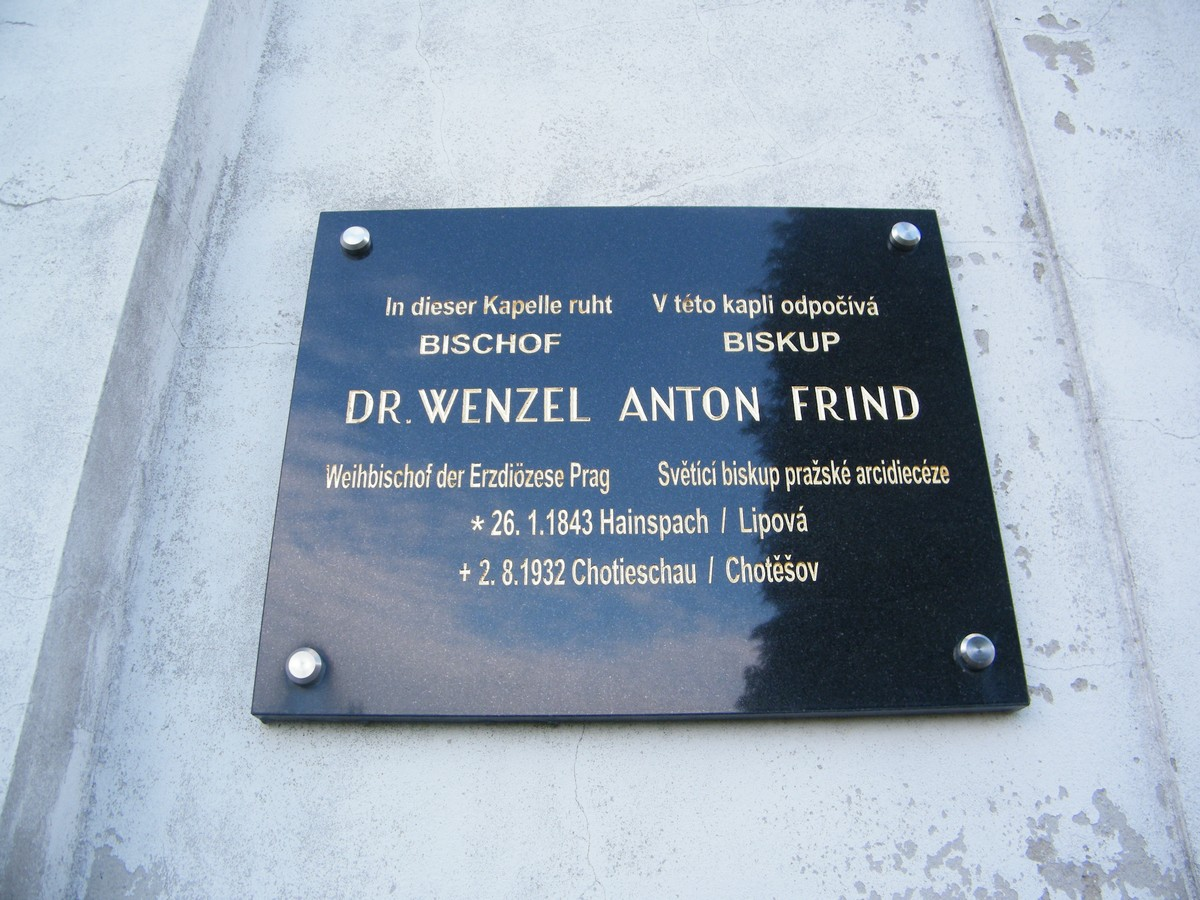
Detail pamětní desky
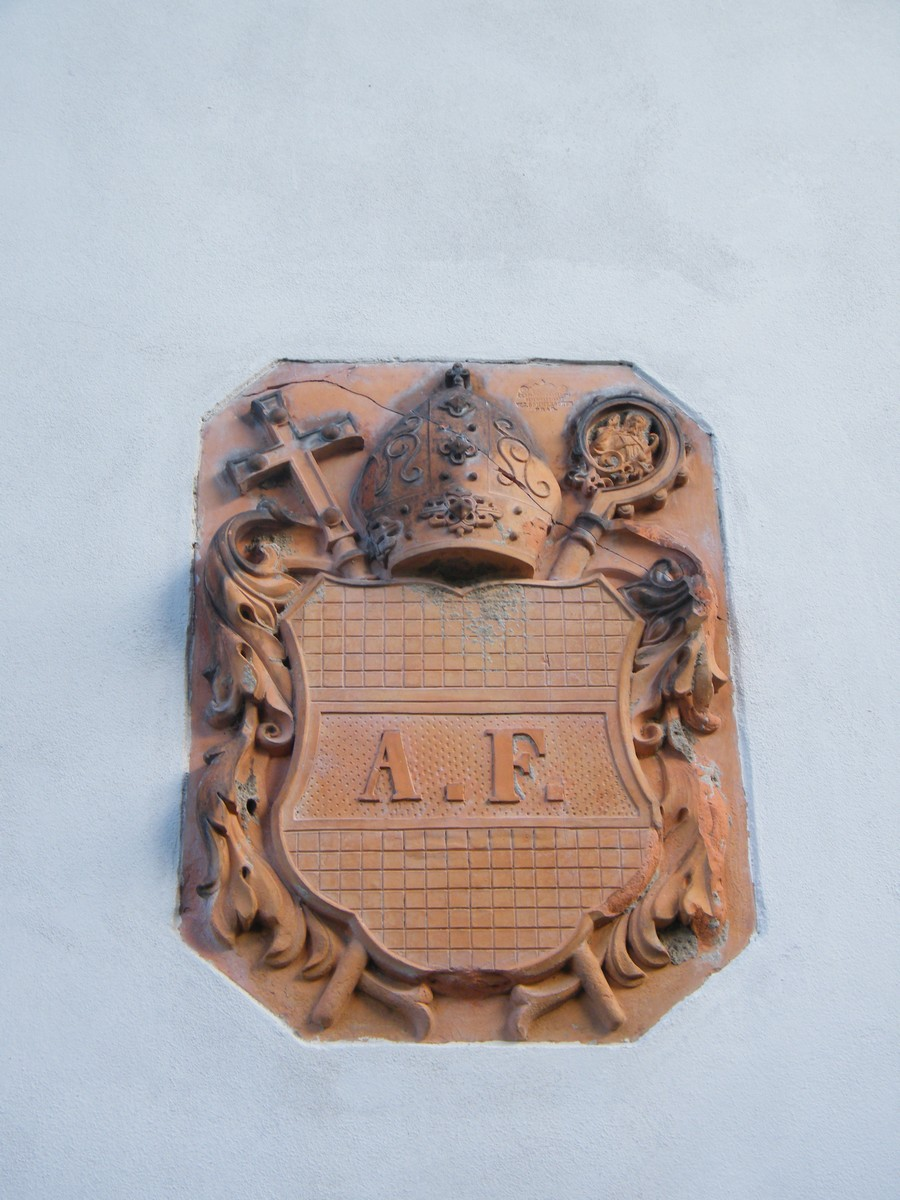
Znak pražské diecéze s iniciálami A. F.